# Carratraca (kommunhuvudort)
Carratraca är en kommunhuvudort i Spanien.   Den ligger i provinsen Provincia de Málaga och regionen Andalusien, i den södra delen av landet, 400 km söder om huvudstaden Madrid. Carratraca ligger 531 meter över havet och antalet invånare är 849.
Terrängen runt Carratraca är kuperad, och sluttar österut. Runt Carratraca är det ganska tätbefolkat, med 72 invånare per kvadratkilometer. Närmaste större samhälle är Alora, 10,7 km öster om Carratraca. 